# Megarhogas fuscipalpis
Megarhogas fuscipalpis är en stekelart som beskrevs av Cameron 1911. Megarhogas fuscipalpis ingår i släktet Megarhogas och familjen bracksteklar. Inga underarter finns listade i Catalogue of Life.